# Kawanishi (Hyōgo)
Pour les articles homonymes, voir Kawanishi (homonymie).
Kawanishi (川西市, Kawanishi-shi) est une ville située dans la préfecture de Hyōgo, au Japon.

## Géographie

### Localisation
Kawanishi dans l'est de la préfecture de Hyōgo, à la limite de la préfecture d'Osaka.

### Démographie
En mars 2023, la population de la ville de Kawanishi était de 154 565 habitants, répartis sur une superficie de 53,44 km2.

## Histoire
Kawanishi a acquis le statut de ville en 1954.

## Patrimoine culturel

### Édifices religieux
- Tada-jinja (sanctuaire shinto)

## Transports
Kawanishi est desservie par la ligne JR Takarazuka, la ligne Hankyu Takarazuka et la ligne Myōken. Les principales gares sont celles de Kawanishi-Ikeda et Kawanishi-Noseguchi.

## Jumelage
Kawanishi est jumelée avec Bowling Green aux États-Unis.